# National Football League 1991 (Fiji)
In 1991 werd het 15e officiële Fijisch National Football League gespeeld. Titelhouder was Nadroga FC. Labasa FC werd voor eerste keer kampioen.  

## Kampioen
| 1991                          |
| Vlag van Fiji                 |
| ----------------------------- |
| Labasa FC Kampioen (1° titel) |